# Click and Boat
Click and Boat (también conocida como Click&Boat) es una empresa con sede en París que gestiona una plataforma de alquiler de embarcaciones. Esta compañía permite a propietarios y compañías de chárter alquilar sus barcos a turistas y otros aficionados a la náutica, basándose en el modelo de economía colaborativa. La compañía fue creada en septiembre de 2013 por los empresarios franceses Edouard Gorioux y Jérémy Bismuth.
En agosto de 2020, la plataforma contaba con 35.000 embarcaciones listadas en Europa y en todo el mundo, a las que podían acceder más de 400.000 miembros registrados. La plataforma está disponible en inglés (estadounidense, británico e inglés comercial internacional), francés, alemán, español, italiano, ruso, griego, neerlandés, polaco, portugués y sueco. En julio de 2021, Click&Boat se alía con el fondo de inversión Permira y Boats Group.

## Historia
Jérémy Bismuth y Edouard Gorioux, dos emprendedores de Marsella y Bretaña respectivamente, fundan Click&Boat en septiembre de 2013 y lanzan el sitio web en diciembre de ese mismo año. La startup recauda 200.000 euros de inversores privados en abril de 2014. Un mes más tarde, Click&Boat se incorpora a la incubadora de la Universidad París-Dauphine. 
En junio de 2014, más de 500 barcos en Francia y Europa estaban disponibles en la plataforma. La compañía ofrece una amplia gama de embarcaciones, desde lanchas rápidas hasta veleros y yates. En diciembre de 2014, un año después del lanzamiento del sitio web, Click&Boat lanza su primera aplicación móvil. Entre julio de 2014 y julio de 2015, la empresa creció un 1.000%. Mientras que recauda 500.000 euros en diciembre de 2015 para ampliar sus servicios. 
En noviembre de 2016, la empresa compra a su competidor francés Sailsharing, aumentando sus listados de barcos en un 30%. El mismo mes, poco antes de su participación en el Salón Náutico Internacional de París, la startup anuncia una ronda de financiación de 1 millón de euros obtenida de OLMA Fund para acelerar su desarrollo internacional, lo que elevó la cantidad total de capital recaudado desde su lanzamiento a 1,7 millones de euros. La empresa lanza su página web en Estados Unidos en febrero de 2017. En total, las reservas realizadas en 2017 ascendieron a 15 millones de euros.
En noviembre de 2017, Click&Boat anuncia la apertura de la plataforma a las empresas profesionales de alquiler de yates, con el objetivo de alcanzar los 30.000 barcos listados en 50 países a finales de 2018. Dos meses después, en enero de 2018, el regatista francés François Gabart se une a la empresa como accionista y embajador oficial, listando su propio barco en la plataforma.
En junio de 2018, Click&Boat recauda 4 millones de euros de inversores anteriores para acelerar su desarrollo internacional. El cofundador de la empresa, Edouard Gorioux, declara a la CNN: "Nuestro objetivo es convertirnos en el líder internacional, como Airbnb lo es para los apartamentos". La mayoría de las reservas son realizadas por clientes no franceses”. La empresa abre una oficina en Marsella en marzo de 2019. Así como una nueva oficina en Miami, Florida, Estados Unidos, en abril de 2019. Click&Boat realiza su primera adquisición internacional de su competidor alemán Scansail en marzo de 2020. En julio de 2020, el Grupo Click&Boat abre su quinta oficina en Barcelona y se convierte en el referente del sector del chárter náutico mundial con 10.000 barcos más en su plataforma tras la adquisición de su competidor español Nautal.
En julio de 2021, Click&Boat se alía con el fondo de inversión Permira y Boats Group para consolidar su posición en el ámbito internacional.

## Modelo de negocio
Click&Boat pone en contacto a propietarios de barcos y compañías de chárter con aficionados a la navegación. Los propietarios pueden así rentabilizar sus embarcaciones, ya que éstas suelen ser caras de mantener y se estima que salen del puerto deportivo una media de 10 días al año. Alquilar una embarcación a través de un propietario particular puede ser hasta tres veces más barato que hacerlo a través de una empresa profesional. El modelo de negocio de la empresa se basa en dos tendencias actuales: el consumo colaborativo o sharing economy, donde se prefiere el uso como servicio a la propiedad, y las webs de viajes. La CNN se refirió a la empresa como "el Airbnb de los mares", mientras que The Times la llama "el Uber del mundo de la navegación".

## Premios
En 2016, la startup fue incluida en la clasificación FW500 de Frenchweb, que presenta las 500 mejores empresas digitales francesas. El periódico francés L'Express clasificó a Click&Boat como una de sus 200 mejores startups del mismo año.

## Reclamaciones
Existen multitud de reclamaciones a Click&Boat por parte de usuarios que han sido estafados a través de su plataforma. Click&Boat usa un método de intermediación en el que esconde la identidad de las empresas con las que colabora. Al cliente final se le proporciona meramente un nombre de pila y una serie de reseñas sobre la empresa a contratar, pero nunca el nombre y contacto de la misma. Esta método da lugar a que empresas de muy mala reputación como Golden Compass Yachts
tengan cabida en la cartera de empresas que Click&Boat promociona. Decenas de usuarios confiados han sido estafados por empresas como esta a través de Click&Boat